# إدو راموس
إدو راموس (بالإسبانية: Edu Ramos)‏ هو لاعب كرة قدم إسباني، ولد في 17 فبراير 1992 في مالقة في إسبانيا. شارك مع منتخب إسبانيا تحت 17 سنة لكرة القدم ومنتخب إسبانيا تحت 19 سنة لكرة القدم. أما مع النوادي، فقد لعب مع نادي ألباسيتي ونادي فياريال ب ونادي فياريال ونادي ليغانيس ونادي مالقا.

## وصلات خارجية
- إدو راموس على موقع الاتحاد الدولي (مؤرشف)  (الإنجليزية)
- إدو راموس على موقع قاعدة بيانات كرة القدم.إي يو (الإنجليزية)
- إدو راموس على موقع Soccerbase.com (لاعب) (الإنجليزية)
- إدو راموس على موقع Soccerway.com (الإنجليزية)
- إدو راموس على موقع عالم كرة القدم.نت (الإنجليزية)
- إدو راموس على موقع AS.com (الإسبانية)